# Dimbal Habé
Dimbal Habé is een gemeente (commune) in de regio Mopti in Mali. De gemeente telt 17.700 inwoners (2009).